# Saint-Fulgent-des-Ormes
Saint-Fulgent-des-Ormes är en kommun i departementet Orne i regionen Normandie i nordvästra Frankrike. Kommunen ligger i kantonen Bellême som tillhör arrondissementet Mortagne-au-Perche. År 2022 hade Saint-Fulgent-des-Ormes 174 invånare.

## Befolkningsutveckling
Antalet invånare i kommunen Saint-Fulgent-des-Ormes
| Referens: INSEE |